# Мантатис, Георгиос
Георгиос Мантатис (греч. Γιώργος Μανθάτης; 11 мая 1997 года, Греция) — греческий футболист, играющий на позиции правого полузащитника. В настоящее время выступает за финский клуб «КТП» на правах аренды из «Калитеи».

## Карьера
Андруцос является воспитанником Олимпиакоса. Тренироваться с главной командой начал в сезоне 2016/2017. 18 декабря 2016 года дебютировал в греческом чемпионате в поединке против «Панетоликоса», выйдя на замену на 57-й минуте вместо Фелипе Пардо. Всего в дебютном сезоне провёл 11 встреч, забил 1 мяч, 21 января 2017 года в ворота «Ксанти».
Игрок юношеских и молодёжных сборных Греции различных возрастов. В марте 2017 года был впервые вызван в основную греческую команду, однако участие в официальных и товарищеских играх не принимал.